# Влчани
Влчани (словац. Vlčany) — село, громада округу Шаля, Нітранський край. Кадастрова площа громади — 39.76 км².
Населення 3220 осіб (станом на 31 грудня 2019 року).

## Історія
Влчани згадуються 1113 року.

## Населення
| Рік:            | 1994. | 2004.   | 2014.   | 2024.   |
| --------------- | ----- | ------- | ------- | ------- |
| Кількість осіб: | 3384  | 3443    | 3286    | 3131    |
| Різниця:        |       | +1,74 % | -4,55 % | -4,71 % |

| Рік:            | 2023. | 2024.   |
| --------------- | ----- | ------- |
| Кількість осіб: | 3139  | 3131    |
| Різниця:        |       | -0,25 % |